# Lanthanhydroxycarbonat
Lanthanhydroxycarbonat, LaOHCO3, ist eine chemische Verbindung des Seltenerdmetalls Lanthan.

## Darstellung
Im Labor lässt sich Lanthanhydroxycarbonat aus Lanthannitrat, Ammoniak und Kohlenstoffdioxid in wässriger Lösung herstellen.
{\displaystyle \mathrm {La(NO_{3})_{3}\ +\ 3\ NH_{4}OH\ \longrightarrow \ La(OH)_{3}\ +\ 3\ NH_{4}NO_{3}} }
{\displaystyle \mathrm {CO_{2}\ +\ H_{2}O\ \longrightarrow \ H_{2}CO_{3}} }
{\displaystyle \mathrm {La(OH)_{3}\ +\ H_{2}CO_{3}\ \longrightarrow \ LaOHCO_{3}\ +\ 2\ H_{2}O} }

## Eigenschaften

### Physikalische Eigenschaften
Lanthanhydroxycarbonat kommt je nach Herstellung in einer orthorhombischen (Raumgruppe Pmcn (Raumgruppen-Nr. 62, Stellung 5)) oder hexagonalen Kristallstruktur vor. Es kommt auch als Hydratform vor, die ab 180 °C das Kristallwasser abspaltet.

### Chemische Eigenschaften
Differenzkalorimetrische Messungen haben ergeben, dass sich Lanthanhydroxycarbonat bei Erhitzung in zwei Stufen zersetzt. Zunächst spaltet es bei 430 °C (andere Quelle ab 310 °C) Wasser und CO2 ab, wobei Lanthanoxidcarbonat entsteht:
{\displaystyle \mathrm {2\ LaOHCO_{3}\ \longrightarrow \ La_{2}O_{2}CO_{3}\ +\ H_{2}O\ +\ CO_{2}} }
Bei einer weiteren Erhitzung auf 500 °C (andere Quelle 800 °C) findet eine weitere Abspaltung von Kohlenstoffdioxid unter Bildung von Lanthanoxid statt:
{\displaystyle \mathrm {La_{2}O_{2}CO_{3}\ \longrightarrow \ La_{2}O_{3}\ +\ CO_{2}} }

## Nachweise
1. 1 2  Zhaohui Han, Qing Yang, G.Q. Lu: Crystalline lanthanum hydroxycarbonates with controlled phases and varied morphologies prepared on non-crystalline substrates. In: Journal of Solid State Chemistry. 177, 2004, S. 3709–3714, doi:10.1016/j.jssc.2004.06.044.
2. 1 2 3 4 5 6  Bahcine Bakiz, Frédéric Guinneton, Madjid Arab: Elaboration, characterization of LaOHCO3, La2O2CO3 and La2O3 phases and their gas solid interactions with CH4 and CO gases (Memento vom 2. April 2015 im Internet Archive) (PDF; 1,7 MB), M. J. CONDENSED MATTER VOLUME 12, NUMBER 1 JULY 2010
3. ↑  Dieser Stoff wurde in Bezug auf seine Gefährlichkeit entweder noch nicht eingestuft oder eine verlässliche und zitierfähige Quelle hierzu wurde noch nicht gefunden.
4. ↑  Wang, G., Wang, H., Nai, J., Ren, Z., Bai, J.; PVP-assisted assembly of lanthanum carbonate hydroxide with hierarchical architectures and their luminescence properties, Chemical Engineering Journal, 214 (2013), 386–393.